# 도쿄 중앙우편국

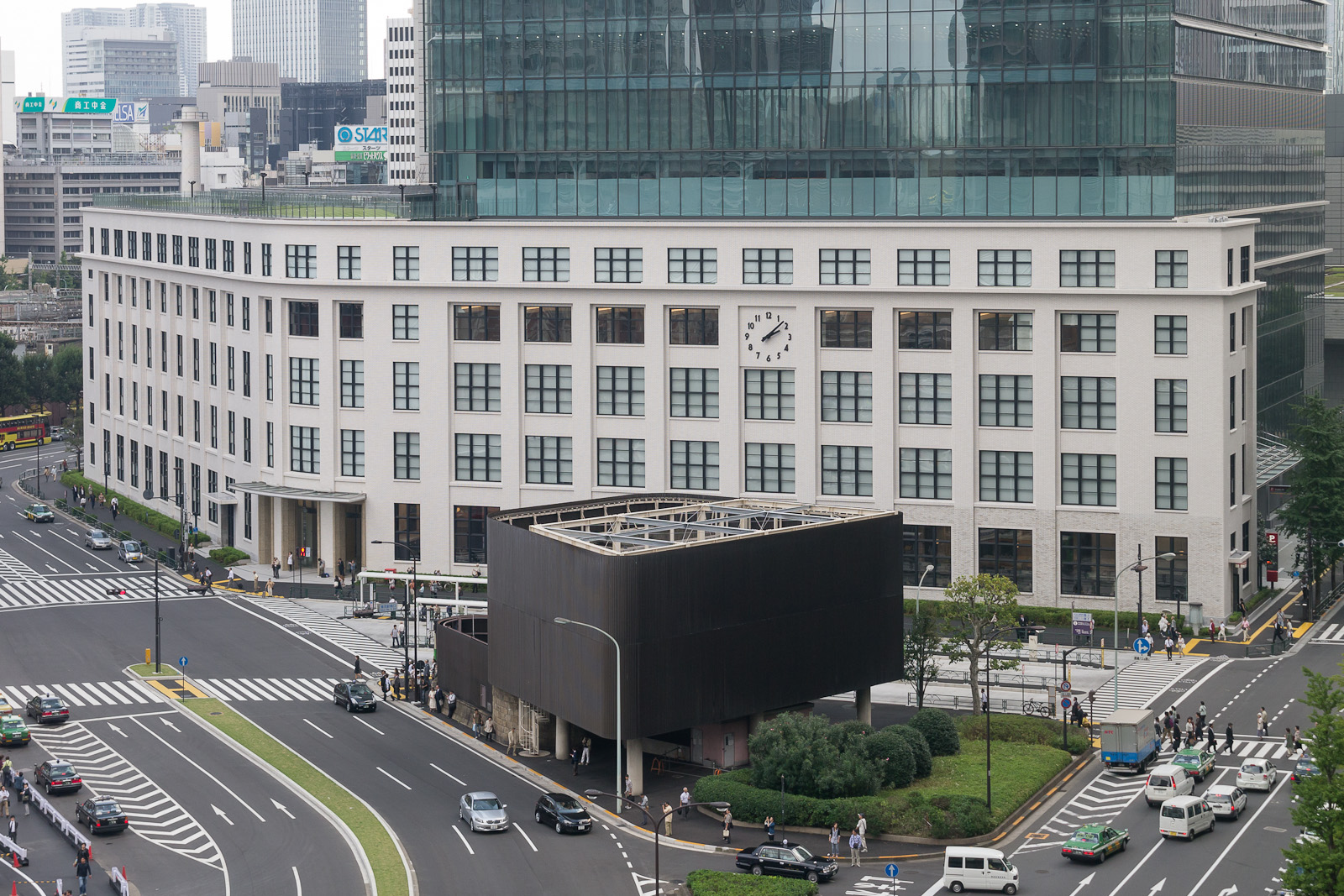
도쿄 중앙우편국

도쿄 중앙우편국(일본어: 東京中央郵便局 도쿄츄오유빈쿄쿠[*])는 도쿄도 주오구에 위치한 우체국이다.